# Los padrinos mágicos: ¡Abra catástrofe!
¡Abra Catástrofe! es la primera película de la serie de dibujos animados Los padrinos mágicos. Fue transmitida por primera vez el 12 de julio de 2003 en Nickelodeon y fue lanzada en DVD & VHS tres días después. En este capítulo se conmemora un año desde que Timmy Turner tiene a sus padrinos mágicos.

## Argumento
La película comienza con una serie de parodias, la que incluye Star Wars en donde se bromea con la famosa escena de Darth Vader contra Luke Skywalker y la ridiculización de Jar Jar Binks. Aparece también guiños a Spider-Man, y Jurassic Park. Todas las escenas muestran a los villanos diciendo: "¡Dime tu secreto Timmy Turner!", quizás refiriendosé a la existencia de sus padrinos. Cuando Timmy despierta, descubre que todo era un sueño, mientras Cosmo y Wanda preparan lo que será la fiesta de su Magi-aniversario.
Cosmo y Wanda le explican que el Magia aniversario es el día en que se celebra haber mantenido el secreto de Los padrinos mágicos por un año. La fiesta se mantiene sin interrupciones por una magia en la puerta. Cuando ésta es tocada la persona que la abre, olvida inmediatamente lo que estaba haciendo.
Eventualmente después del Magia aniversario, Cosmo y Wanda le explican a Timmy que los padrinos mágicos son asignados a niños que necesitan mucha ayuda, y después se muestra una escena retrospectiva en donde Timmy tenía ocho años de edad y sus padres eran sobreprotectores y grababan todos los momentos con él (tanto que nunca salían de la casa), y cuando se les ocurre decirle una mentira miedosa para grabarlo llorando (en la que ellos supuestamante se iban de la casa y lo dejaban solo), Timmy llama a la niñera Vicky para cuidarlo. Aunque en un principio el padre de Timmy no estaba de acuerdo con la idea de dejarlo con una niñera, luego se convence cuando Vicky le dice que grabará cada momento con él, por lo que ambos padres de Timmy se van durante todo un año y Vicky resultó ser una niñera malvada que trató muy mal a Timmy todo el tiempo. Después de un año, Timmy finalmente recibió a Cosmo y a Wanda como sus padrinos mágicos para defenderse de Vicky. Después de que Timmy escucha esta historia de su pasado, se deprime al percatarse de la mentira de sus padres y la consecuencia de tener a la niñera más cruel del mundo, por lo que desea (involuntariamente) que sus padres no le mientan más. Durante el transcurso de la película, los padres de Timmy recuerdan todas las mentiras que le han dicho en su vida.
Entre los variados regalos mágicos, recibidos por Timmy, por guardar el secreto, recibe un muy mágico (pero de muy mal sabor), muffin, el cual le da un deseo libre de reglas por cada mordida. De lo que Timmy no se da cuenta es que al ser sin reglas, "cualquiera" puede usarlo. En consecuencia cuando lo lleva a la escuela, Sr. Crocker trata de obtenerlo pero este se pierde y cae en manos equivocadas, Timmy trata todo por recuperarlo, solo que, descubre a la hora de almuerzo que es "Lunes de muffin", para evitar que el maestro obtuviera el muffin mágico primero convierte el almuerzo en una guerra de muffins entre los estudiantes, y Timmy aprovecha la confusión para recuperar al suyo.
En otro lugar del comedor de la escuela, un simio llamado Bippy que trajo A.J (creyendo que era Lunes de Monos) está enjaulado y observando la guerra de muffins. Timmy siente pena por el simio y lo deja salir de su jaula, mientras tanto, Timmy y Crocker continúan la búsqueda del muffin, Bippy encuentra el muffin antes que ellos, y le da una mordida, en ese instante pide un deseo y el mundo entero es transformado, los monumentos históricos del planeta son cambiados a una apariencia simiesca, todo se vuelve selva y los simios se convierten en los amos de la Tierra.
Para empeorar las cosas, Timmy pierde a sus Padrinos cuando Jorgen anuncia que según las Reglas todas las hadas deben ser Padrinos de la "especie dominante" de La Tierra: Los simios. Bippy finalmente consigue como padrinos a Cosmo y Wanda, los cuales se adaptan a forma de simio y mientras se pone el mismo intro de la serie pero en una versión simio.
Mientras que Timmy trata de recuperar su muffin se da de cuenta que los humanos ya no son gobernadores y no pueden entrar a la ciudad prohibida, lo que era Dimmsdale ahora en el mundo simio, se llamaba: Changodale. Así que Timmy arriesga todo con tal de tener el muffin, lo que lo lleva a entrar a la ciudad perdida, pero en menos de nada es atrapado por la guardia de simios lo que lo lleva a la prisión de humanos, en la cual también está capturado Denzel Crocker que aparentemente también busca el muffin para dominar el mundo por un descuido de Bippy dejó caer el muffin y dejárselo a Crocker. Unos simios entran a la prisión con la intención de llevarse a Crocker para disección, pero son persuadidos por él de llevarse a Timmy en su lugar..
Ya en la sala de disección, aparece Bippy y, en señal de arrepentimiento, desea que el mundo fuera como era antes de ser dominado por los simios. Cosmo y Wanda cumplen su deseo, regresando todo a la normalidad y volviendo a ser los padrinos mágicos de Timmy. Pero, el Sr. Crocker logra obtener el muffin, lo que causa que pueda capturar a Wanda y convertir el mundo en su dominio. Timmy sobrevive al hechizo al resguardarse utilizando sus regalos mágicos, los cuales son inmunes a los cambios causados por el cumplimiento de deseos o el uso de otros objetos mágicos. Usando los regalos mágicos que recibió como armas de combate, Timmy decide enfrentar a Crocker.
Paralelamente, en el Mundo Mágico logran enterarse del secuestro de Wanda, por lo que Jorgen agita a lo seres mágicos para que estén alerta, y corta el puente arco iris que conecta la Tierra con el Mundo Mágico, con el fin de evitar el secuestro de cualquier otro ser mágico y quien se enfrentó con Crocker y al ser derrotado hasta que finalmente, Cosmo también es capturado por Crocker.
La batalla llega desde los confines del espacio hasta Egipto. Antes de entrar al mundo molecular se ve a un hombre con un lápiz que se parece mucho a Butch Hartman (el creador de Los Padrinos Mágicos). Utilizando una ballesta, Timmy divide un átomo, lo que causa una explosión atómica. Timmy sobrevive a la explosión gracias al saco de Santa Claus. Crocker toma la decisión de ir a donde los padres de Turner y encadenarlos. Al ver esto, Timmy no tiene otra salida que revelarles el secreto de sus padrinos para que las reglas los liberen de las "garras" de Crocker. Al ver que Crocker quedó indefenso, los padres se Timmy le dan una golpiza, lo que causa que el muffin mágico finalmente caiga de regreso a las manos de Timmy y sin dudarlo un instante, este se come todo lo que queda del muffin y pide que le regresen a Cosmo y Wanda, su deseo se cumple. Posteriormente pide que el mundo regrese a la normalidad otra vez y que nadie recuerde que tiene padrinos mágicos.
Cuando todo regresa a la normalidad Timmy revisa por todos los lugares y todo está bien, incluso en la escuela donde Timmy ve como el Sr. Crocker es llevado al manicomio por su “descubrimiento” de los padrinos mágicos, mientras que por otro lado los padres de Timmy prometieron no volverle a mentir nunca más y ahora se sinceran más con su hijo. Eventualmente llega Jorgen y amenaza con quitarle a Timmy sus padrinos mágicos por casi destruir la Tierra y revelar el secreto de sus padrinos mágicos (con o sin reglas, según sus palabras), pero Timmy le lanza el pomo mágico del olvido y Jorgen olvida lo que iba a hacer, por lo que Wanda le dice que estaba a punto de asignarle los padrinos mágicos a Timmy y lo hace sin saberlo. Acto seguido se puede ver a Bippy (el simio que ayudó a Timmy a mediados de la película) comiéndose un muffin, también lleva un carrito de muffins, en donde uno de ellos se le cae en medio de la calle. La película termina cuando se reconstruye el puente arco iris que conecta la Tierra con el Mundo mágico y varias hadas van a la Tierra. Mientras tanto, el Sr. Crocker, estando en el manicomio, logra sentir la presencia de estas y sigue con intenciones de capturarlas de una vez por todas, pero Cosmo, transformado en jeringa, lo pone a dormir con una inyección y finalmente dice "Mami" con mucho sufrimiento y dolor.

## Reparto
Inglés:
- Tara Strong - Timmy Turner
- Daran Norris - Cosmo, Sr. Turner y Jorgen Von Strangle
- Susanne Blakeslee - Wanda y Sra. Turner
- Carlos Alazraqui - Profesor Crocker
- Ibriahim Hannef Muhammad - A.J.
- Frankie Muniz - Chester McBadbat